# Pfarrkirche Grinzing

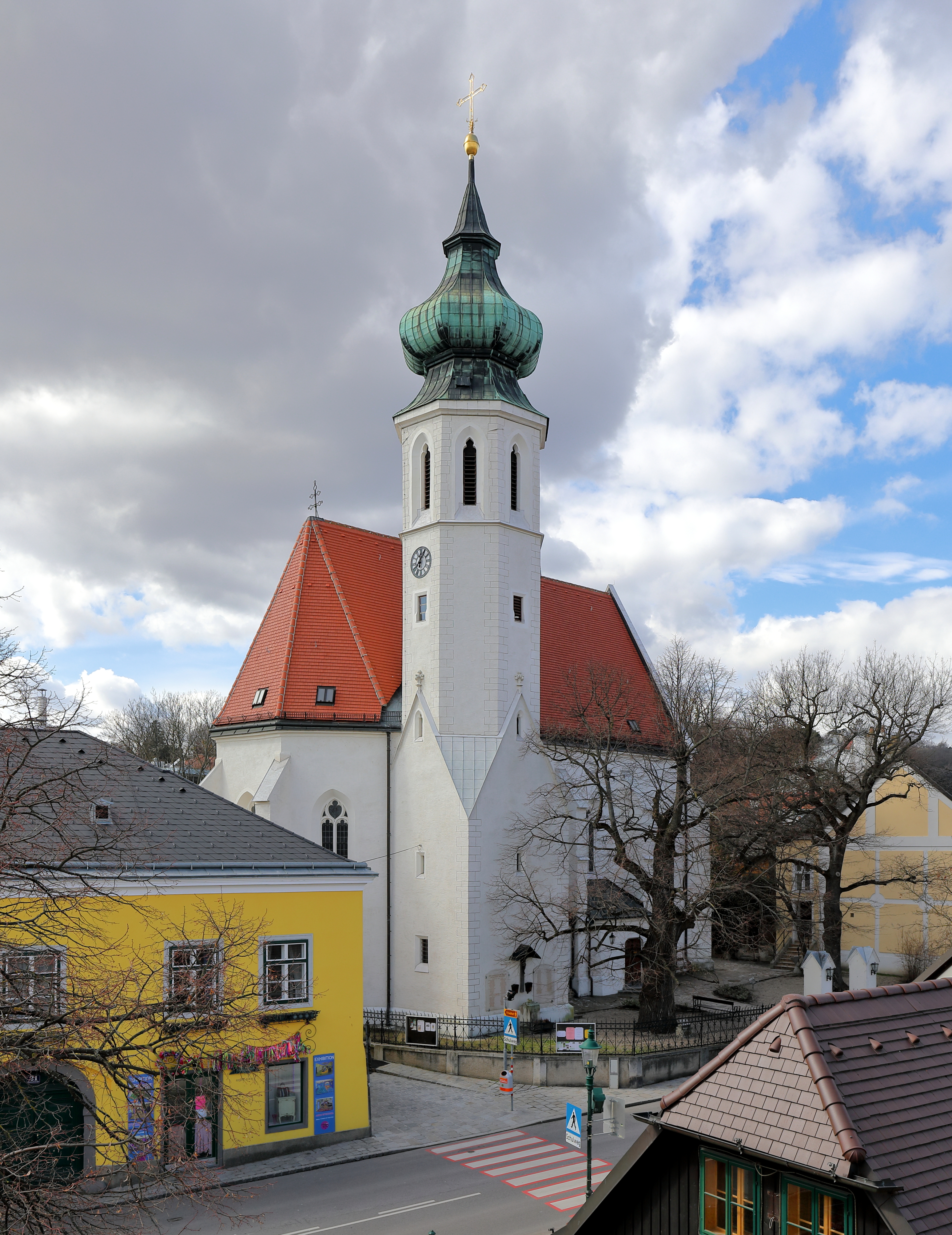
Grinzinger Pfarrkirche

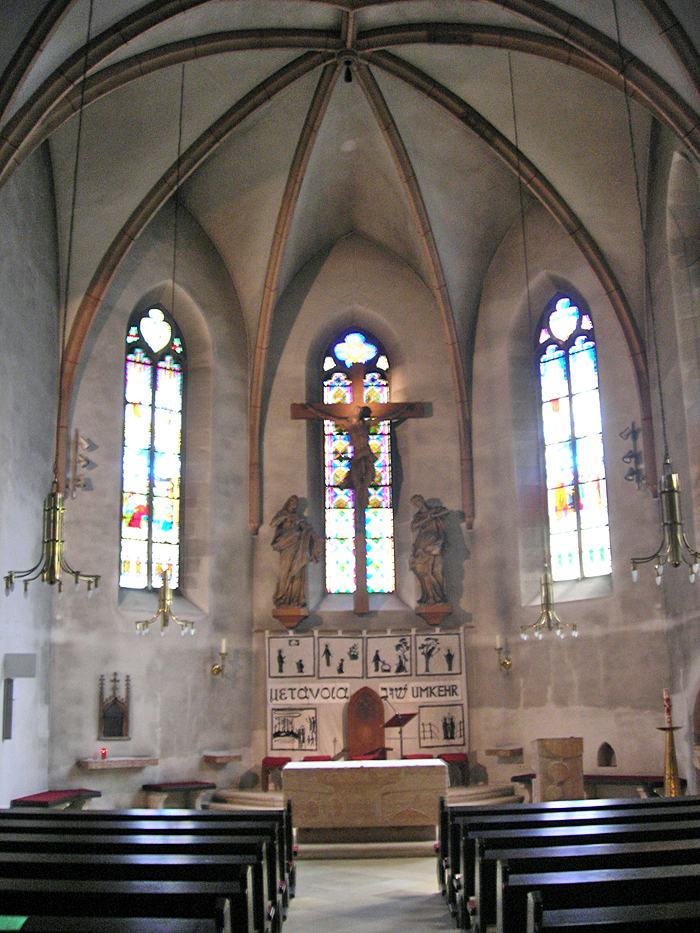
Innenraum

Die römisch-katholische Pfarrkirche Grinzing steht an der Himmelstraße 25 im Bezirksteil Grinzing im 19. Wiener Gemeindebezirk Döbling in Wien. Sie ist dem Heiligen Kreuz geweiht und gehört zum Stadtdekanat 19 im Vikariat Wien Stadt der Erzdiözese Wien. Das Bauwerk steht unter Denkmalschutz.

## Geschichte
Die Grinzinger Pfarrkirche wurde in den Jahren 1417 bis 1426 von zwölf Familien, wahrscheinlich Weinbauern, finanziert und errichtet. Damit ersparten sich die Grinzinger während der Woche den Marsch in die Heiligenstädter Pfarrkirche, die nun nur noch sonntags besucht wurde. Zweimal wurde die Kirche jedoch ein Raub der Flammen. Die Kirche wurde bei den Türkenbelagerungen 1529 und 1683 zerstört und mit Hilfe des Stifts Klosterneuburg wieder aufgebaut. 
1783 wurde Grinzing von Kaiser Joseph II. zu einer eigenständigen Pfarre erhoben. Die Pfarre wurde dem Stift Klosterneuburg anvertraut, wodurch seitdem die Augustiner-Chorherren die Pfarrer von Grinzing stellen. 1881 wurde die Kirche erstmals renoviert und mit einem neuen Hochaltar und neuen Glasfenstern versehen. Die barocke Einrichtung wurde entfernt. Auch das Altarkreuz mit den Assistenzfiguren wurde entfernt, jedoch 1965 wieder in der Kirche aufgestellt. Der neugotische Hochaltar war Mitte des 20. Jahrhunderts bereits so beschädigt, dass er durch einen Altar aus Marmor ersetzt wurde. 
Die bislang letzte Renovierung der Kirche wurde zum 200-jährigen Jubiläum der Pfarrkirche 1983 begonnen und 1986 vollendet. Unter anderem wurde die Kirche entfeuchtet, mit einer Fußbodenheizung  versehen und um einen kleinen Vorbau beim Nordeingang sowie im Süden um ein Beicht- und Aussprachezimmer erweitert. Auch die Sakristei und das Turmzimmer wurden umgebaut.
Eine besondere Kostbarkeit ist die Orgel in der Pfarrkirche Grinzing: bis 1829 bestand in der Kirche ein barockes Brüstungspositiv mit 4 Registern, auf welchem nach örtlicher Überlieferung mehrmals Ludwig van Beethoven sowie auch Franz Schubert musizierten. Aufgrund einer besonders guten Weinlese 1829 wurde der Wiener „bürgerliche Orgelmacher“ Christoph Erler beauftragt, das Instrument um ein zusätzliches Hauptwerk und Pedal auf 11 Register zu erweitern. Dabei wurde das Brüstungspositiv unverändert erhalten und in ein neues Gehäuse gestellt. 1857 wurde aus dem gleichen Grund eine neuerliche Vergrößerung der Orgel auf 15 Register durch den Orgelbauer Alois Hörbiger durchgeführt. 1895 wurde im Zuge einer Überholung durch den Orgelbauer Josef Ullmann ein Register des Brüstungspositivs im Diskant ausgetauscht. Ab 1975 war die Orgel mangels Pflege so verfallen und unspielbar, dass sie durch ein elektronisches Keyboard ersetzt wurde. Auf Initiative des in Grinzing geborenen Orgelbauers Peter Maria Kraus wurde die Orgel 1997 durch dessen Werkstätte aufwändig und nach strengen musealen Maßstäben restauriert und steht seither wieder in Verwendung. Im Turm hängt ein historisch bedeutsames Bronzegeläut. 
| Glocke | Ton | Gewicht | Gießer | Gussjahr |
| ------ | --- | ------- | ------ | -------- |
| I      | g1  | 700 kg  | Halil  | 1719     |
| II     | c2  | 250 kg  | Kutter | 1920     |
| III    | es2 | 120 kg  | Kutter | 1920     |
| IV     | b3  | 37 kg   | Dival  | 1709     |